# 第21回インディペンデント・スピリット賞
第21回インディペンデント・スピリット賞は、2006年3月4日に発表・授賞式が行われた。授賞式の司会はコメディアンのサラ・シルヴァーマン。
作品賞を受賞したのは、アン・リー監督作『ブロークバック・マウンテン』。最多候補作だった『イカとクジラ』は1部門も受賞しなかった。

## 作品別の候補数と受賞
| 候補数 | 作品名                                 | 候補部門（太字は受賞）                                     | 受賞数 |
| 6 |                                        |                                                            |        |
| --- | -------------------------------------- | ---------------------------------------------------------- | ------ |
| 6 | イカとクジラ                           | 作品賞、監督賞、主演男優賞、主演女優賞、助演男優賞、脚本賞 |        |
| 4 |                                        |                                                            |        |
| ブロークバック・マウンテン | 作品賞、監督賞、主演男優賞、助演女優賞 | 2                                                          |        |
| カポーティ | 作品賞、主演男優賞、脚本賞、撮影賞     | 2                                                          |        |
| グッドナイト&グッドラック | 作品賞、監督賞、主演男優賞、撮影賞     | 1                                                          |        |
| メルキアデス・エストラーダの3度の埋葬 | 作品賞、助演男優賞、脚本賞、撮影賞     |                                                            |        |
| 3 |                                        |                                                            |        |
| 美しい人 | 監督賞、助演女優賞、脚本賞             |                                                            |        |
| トランスアメリカ | 第一回作品賞、主演女優賞、第一回脚本賞 | 2                                                          |        |
| 2 |                                        |                                                            |        |
| クラッシュ | 第一回作品賞、助演男優賞               | 2                                                          |        |
| Junebug | 助演女優賞、第一回脚本賞               | 1                                                          |        |
| ラッカワナ・ブルース 街角の女神 | 第一回作品賞、主演女優賞               |                                                            |        |
| 君とボクの虹色の世界 | 第一回作品賞、第一回脚本賞             |                                                            |        |
| Room | ジョン・カサヴェテス賞、主演女優賞     |                                                            |        |
| The War Within | 助演男優賞、脚本賞                     |                                                            |        |
| 1 |                                        |                                                            |        |
| Conventioneers | ジョン・カサヴェテス賞                 | 1                                                          |        |
| エンロン 巨大企業はいかにして崩壊したのか? | ドキュメンタリー映画賞                 | 1                                                          |        |
| パラダイス・ナウ | 外国映画賞                             | 1                                                          |        |
| The Beautiful Country、Brick、ブロークン・フラワーズ、ラザレスク氏の最期、ダック・シーズン、Fixing Fran、 Forty Shades of Blue、グリズリーマン、ハッピー・エンディング、愛より強く、ハッスル&フロウ、Jellysmoke、Keane、La Sierra、 ラストデイズ、ミステリアス・スキン、Our Very Own、The Puffy Chair、Romántico、Sir! No Sir!、トニー滝谷、サムサッカー |                                        |                                                            |        |

## 候補と受賞の一覧
太字は受賞

### 作品賞
賞はプロデューサーへと授与される
- ブロークバック・マウンテン
- カポーティ
- グッドナイト&グッドラック
- イカとクジラ
- メルキアデス・エストラーダの3度の埋葬

### 第一回作品賞
賞は監督とプロデューサーに授与される
- クラッシュ
- ラッカワナ・ブルース 街角の女神
- 君とボクの虹色の世界
- サムサッカー
- トランスアメリカ

### ジョン・カサヴェテス賞
賞は脚本家と監督とプロデューサーに授与される
- Brick
- Conventioneers
- Jellysmoke
- The Puffy Chair
- Room

### 監督賞
- ブロークバック・マウンテン - アン・リー
- グッドナイト&グッドラック - ジョージ・クルーニー
- ミステリアス・スキン - グレッグ・アラキ
- 美しい人 - ロドリゴ・ガルシア
- イカとクジラ - ノア・バームバック

### 主演男優賞
- ジェフ・ダニエルズ - イカとクジラ
- フィリップ・シーモア・ホフマン - カポーティ
- テレンス・ハワード - ハッスル&フロウ
- ヒース・レジャー - ブロークバック・マウンテン
- デヴィッド・ストラザーン - グッドナイト&グッドラック

### 主演女優賞
- フェリシティ・ハフマン - トランスアメリカ
- ディナ・コルズン  - Forty Shades of Blue
- ローラ・リニー - イカとクジラ
- S・エパサ・マーカーソン - ラッカワナ・ブルース 街角の女神
- シンディ・ウィリアムズ - Room

### 助演男優賞
- Firdous Bamji - The War Within
- マット・ディロン - クラッシュ
- ジェシー・アイゼンバーグ - イカとクジラ
- バリー・ペッパー - メルキアデス・エストラーダの3度の埋葬
- ジェフリー・ライト - ブロークン・フラワーズ

### 助演女優賞
- エイミー・アダムス - Junebug
- マギー・ギレンホール - ハッピー・エンディング
- アリソン・ジャニー - Our Very Own
- ミシェル・ウィリアムズ - ブロークバック・マウンテン
- ロビン・ライト・ペン - 美しい人

### 脚本賞
- カポーティ - ダン・ファターマン
- 美しい人 - ロドリゴ・ガルシア
- イカとクジラ - ノア・バームバック
- メルキアデス・エストラーダの3度の埋葬 - ギレルモ・アリアガ
- The War Within - Ayad Akhtar、Joseph Castelo、Tom Glynn

### 第一回脚本賞
- The Beautiful Country - Sabina Murray
- Fixing Frank - Kenneth Hanes
- Junebug - アンガス・マクラクラン
- 君とボクの虹色の世界 - ミランダ・ジュライ
- トランスアメリカ - ダンカン・タッカー

### 撮影賞
- カポーティ - アダム・キンメル
- グッドナイト&グッドラック - ロバート・エルスウィット
- Keane - ジョン・フォスター
- ラストデイズ - ハリス・サヴィデス
- メルキアデス・エストラーダの3度の埋葬 - クリス・メンゲス

### ドキュメンタリー賞
賞は監督に授与される
- エンロン 巨大企業はいかにして崩壊したのか? - 監督: アレックス・ギブニー
- グリズリーマン - 監督: ヴェルナー・ヘルツォーク
- La Sierra - 監督: Mark Becker
- Romántico - 監督: Scott Dalton、Margarita Martinez
- Sir! No Sir! - 監督: David Zeiger

### 外国映画賞
賞は監督に授与される
- ラザレスク氏の最期 監督: クリスティ・プイウ （ルーマニア）
- ダック・シーズン 監督: フェルナンド・エインビッケ （メキシコ）
- 愛より強く 監督: ファティ・アーキン （ドイツ/トルコ）
- トニー滝谷 監督: 市川準 （日本）
- パラダイス・ナウ 監督: ハニ・アブ・アサド （パレスチナ/オランダ/ドイツ/フランス）